# Тахарат
Тахарат (араб. طَهَارَة‎ —  очищение, омовение‎) — в исламе обязательное условие для совершения молитвы, которое включает в себя ряд обрядовых действий, выводящих человека из состояния ритуальной нечистоты (джанаба). Различают внутренний тахарат (очищение души после правонарушения, греха или неблаговидного поступка) и внешний (очищение тела, одежды, обуви, предметов быта, жилища и др.). Внутренний можно достигнуть покаянием (тауба), искупительными действиями (каффара) и благочестивой жизнью.
Тахаратом называется большой раздел мусульманского права (фикха), который регулирует правила соблюдения физической чистоты тела. Чистота тела и одежды является одним из важнейших условий мусульманского богослужения, без соблюдения которого нельзя совершать намазы, обходить Каабу и т. д. В одном из хадисов пророка Мухаммада приводятся его слова: «Чистота — это половина веры».

## Виды очищения
Внешним тахаратом являются следующие виды очищения:
- полное омовение (гусль);
- малое омовение (вуду), совершаемое непосредственно перед молитвой;
- очищение песком или специальным камнем (тайаммум), совершаемое в особых случаях вместо омовения водой;
- чистка зубов (тасвик) специальной палочкой с размочаленным концом (мисваком);
- подмывание после отправления естественных надобностей (истинджа);
- стирка и чистка одежды и обуви (масх).

К обрядам тахарат относятся также уборка и проветривание жилища, мытьё посуды, поливание водой осквернённого места, обмывание покойника.

### Омовение

#### Гусль
Гусль, гусл, гусул (араб. غُسْل‎) — акт полного очищения тела путём ритуального омовения. В отличие от вуду (неполного омовения), гусль предполагает омовение не только рук, ног и лица, но и всего тела. Гусль совершают в тех случаях, когда выполнения ритуала вуду недостаточно, чтобы очистить тело (после различных осквернений (джанаба), тяжёлой болезни, трудной дороги и так далее).

#### Вуду

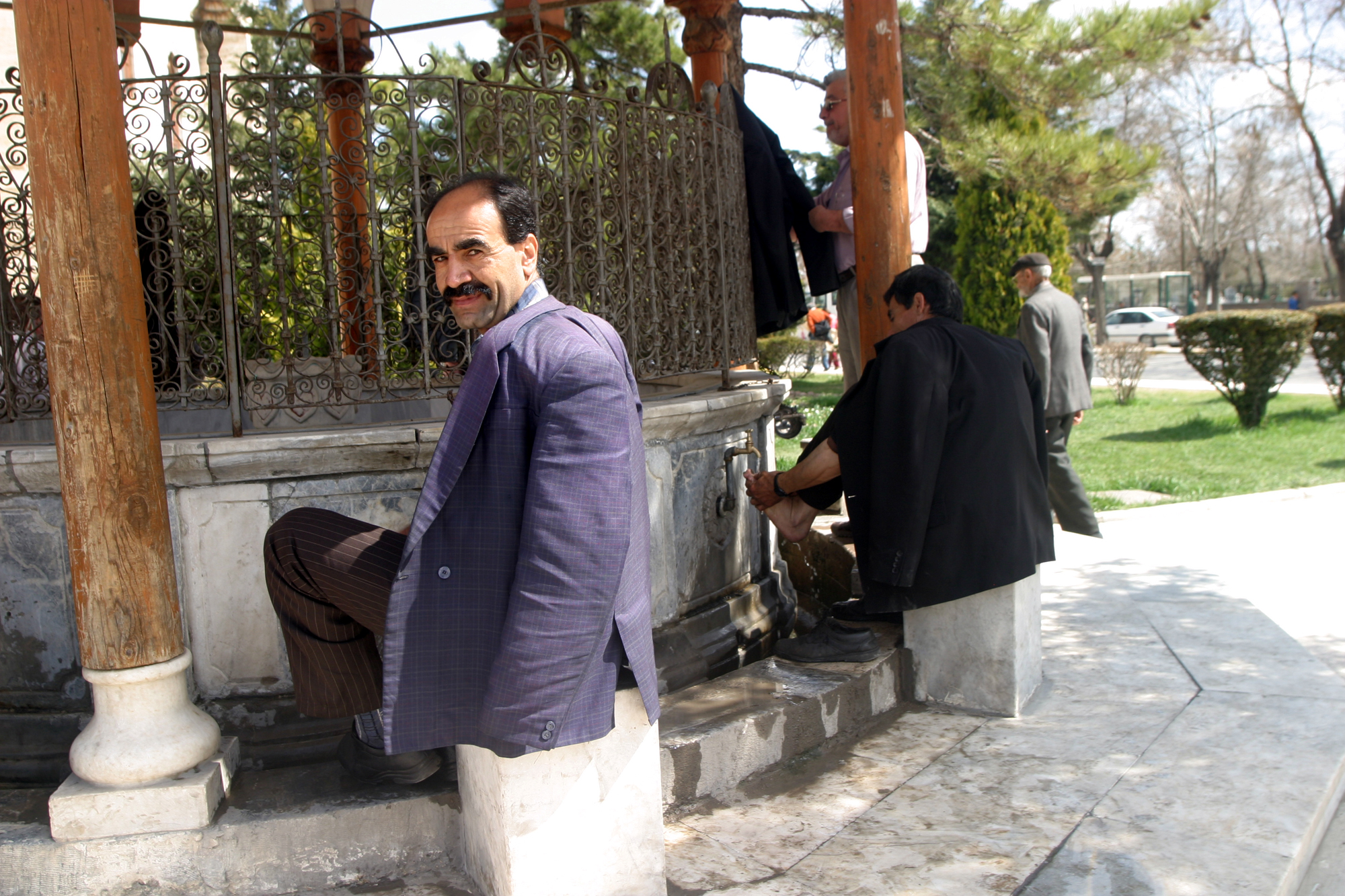
Омовение вуду перед молитвой, Турция

Вуду́, вуду́г (араб. وُضُوء‎ —  омовение‎) — ритуальное омовение в исламе, являющееся обязательным условием для совершения намаза, тавафа, прикосновения к Корану и желательным при выполнении других видов поклонения.

#### Таяммум
Таяммум (араб. تَيَمُّم‎) — очищение песком или специальным камнем, совершаемое в особых случаях вместо омовения водой.

### Дополнительные виды очищения

#### Масх
Масх (араб. مَسْحٌ‎ —  стирание, вытирание, чистка‎) — протирание и чистка одежды, обуви, волос.

#### Истинджа

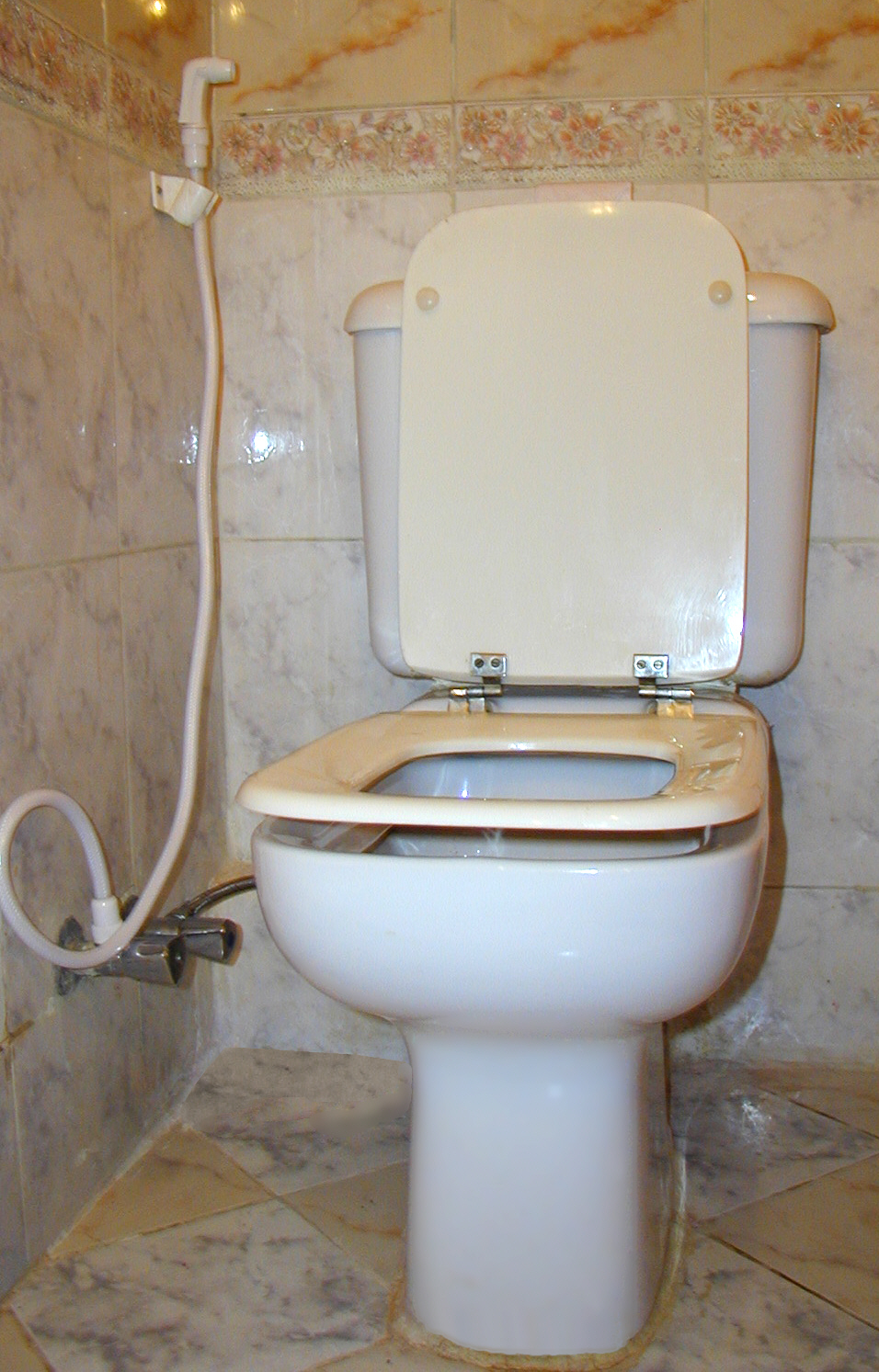
Туалет в Египте с душем для подмывания

Исламский туалетный этикет, истинджа (араб. اِسْتِنْجَاء‎) — правила поведения в туалете (а также в ситуации, сопровождающей мочеиспускание и испражнение), предписанные мусульманину шариатом.

#### Истибра
Истибра (араб. اِسْتِبْرَاء‎ —  освобождаться; очищаться‎) — процедура очищения от остатков мочи. Истибра выполняется мужчинами по окончании выделения мочи. Последовательность выполнения истибра зависит от особенностей организма мужчины. Без уверенности в завершении истечения мочи мусульманин не может совершить омовение-вуду

#### Тасвик
Тасвик — это чистка зубов специальной палочкой (мисвак) с размочаленным концом.

### Очищение от Наджасы
Для удаления обычных нечистот достаточно тщательно их промыть, чтобы от них не осталось запаха, вида и вкуса. 
Для очищения места, к которому прикоснулась собака или свинья, нужно очистить его 7 раз — 6 раз водой и 1 раз чистой землей

## Состояние чистоты

### Ихрам
Ихрам (араб. إحرام‎ —  посвящение‎) — особое состояние духовной чистоты паломника, совершающего хадж. Для пребывания в нём требуется совершить полное омовение тела, облачиться в особые одеяния и соблюдаются правила ихрам. В этом состоянии запрещается заниматься торговлей и делами, относящимся к мирской жизни; вступать в половые связи, а также свататься или вступать в брак; гневаться и обижать кого-либо; причинять вред всему живому (убивать животных и насекомых, рвать траву и срывать листья и ветки с деревьев и т. д.); бриться, стричь волосы и ногти, использовать благовония, надевать украшения и курить.

### Джанаба
Джанаба (араб. جنابة‎ —  осквернение‎) — состояние полового осквернения, которое наступает после половой близости или поллюции во сне. Человека находящегося в состоянии полового осквернения в Исламе называют джунуб.

### Тахир
Тахир (араб. طَاهِر‎) — состояние ритуальной чистоты, при котором человек ритуально не осквернён и может совершать все виды богослужения.

### Узр
Если у человека по причине болезни или иной слабости не прекращаются обстоятельства, нарушающие омовение (вуду), то его состояние называют `узр (араб. عُذْر‎ —  прощение‎).

## Средства очищения
Очищение от нечистот и скверны осуществляется несколькими способами:
1. Путём мытья в воде.
2. Протиранием. Очищение с помощью протирания можно производить только предметов, которые не впитывают нечистоту.
3. Обжиганием на огне.
4. Изменением состояния. Например, если скисшее вино превратилось в уксус, то оно считается чистым.
5. Путём иссушения нечистоты[1].

### Вода
С точки зрения ислама вода бывает двух видов: мутлак (природная вода) и мукаяд (чистая, но не очищающая вода).

#### Мутлак
Мутлак — природная вода. Это дождевая, талая, озёрная, речная, морская, ключевая и колодезная вода, которая ни с чем не смешана.
Вода мутлак может быть пяти видов:
1. Абсолютно чистая и очищающая вода. К ним относятся воды природных источников, морей, рек, а также грунтовые и дождевые воды.
2. Вода чистая и очищающая, но использование которой нежелательно.
3. Вода чистая сама по себе, но не очищающая.
4. Нечистая вода. Если в небольшую ёмкость с водой попала какая-либо нечистота или скверна, то вода является нечистой. Попадание небольшого количества скверны, которая не изменила свой вкус, либо цвет или запах, не делает воду нечистой[1].
5. Сомнительная вода[4].

#### Мукайяд
Мукайяд — чистая, но не очищающая вода. Это, например, арбузный, виноградный сок. В ханафитском мазхабе считается, что такой водой можно очиститься, но гусль и вуду не совершается.

### Мисвак

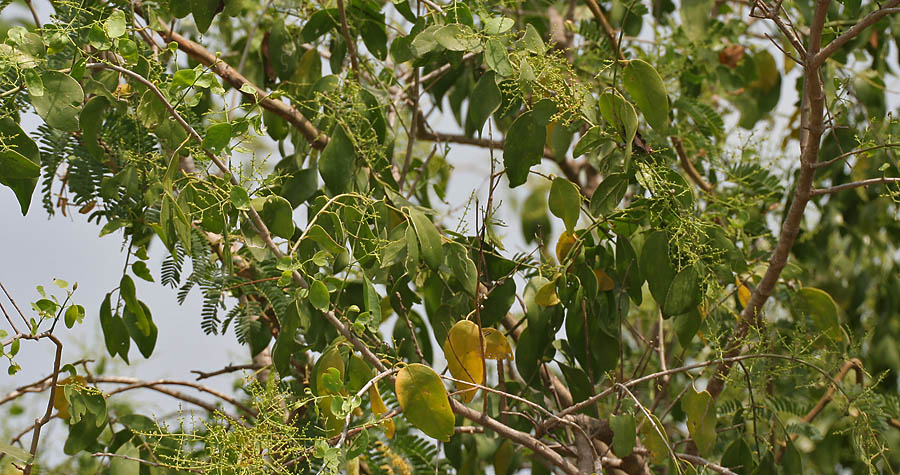
Сальвадора персидская (Salvadora persica)

Мисвак, или сивак (араб. سِوَاك‎) — щётка для чистки зубов, сделанная из веток и корней дерева арак (Salvadora persica), при разжёвывании которых волокна разделяются и превращаются в кисточку.

## Виды нечистот
Наджаса (араб. نَجَس‎ —  нечисть, скверна‎) — нечистые с исламской точки зрения вещества, которыми могут быть испачканы тело, бельё и ритуальные предметы. Некоторые эндогенные продукты жизнедеятельности человека и животных, выделяемые из тела наружу в результате естественных физиологических процессов и телесных повреждений. Наджисы оскверняют исламские ритуалы поклонения и моления Аллаху. Коран предписывает мусульманам совершать ритуалы только с чистыми от наджисов телом, одеждой и ритуальными предметами.

### Лёгкие виды нечистот
К лёгким видам нечистот относятся: кал птиц, не разрешённых к употреблению в пищу (например, ястреб, ворона), моча животных, разрешённых к употреблению в пищу (лошадь, корова, баран и т. п.).

### Тяжёлые виды нечистот
К тяжёлым видам нечистот относятся:
- кал, моча и выделения из половых органов человека;
- кал животных, разрешённых к употреблению в пищу;
- кал, моча, слюна, мясо и шкура животных, запрещённых к употреблению в пищу (собака, волк и т. д.).

Также к ним относятся:
- мясо, кости, невыделанная кожа животного, умерщвлённого не по шариату;
- свинья (вся целиком, даже в обработанном виде);
- кал разрешённых к употреблению в пищу птиц;
- падаль, трупы;
- кровь, гной, лимфа, выделения из больных глаз;
- опьяняющее вещество;
- рвотная масса.

## Мустакзар
Мустакзар (араб. مُسْتَقْذَر⁩‎) — это чистые отвратительные вещества, например, слюна и носовая слизь.

### Женское очищение

#### Менструация
Хайд (араб. حَيْض‎) — менструация. Менструальная кровь в исламе считается нечистой.

#### Послеродовое очищение
Нифас (араб. اَلنِّفَاس‎) — послеродовое очищение.

#### Выделение крови по болезни
Истихада (араб. اِسْتِحَاضَةٌ‎) — бели, чрезмерные и необычные по характеру выделения из половых органов женщины (водянистые, молочно-белые, жёлто-зелёные, сукровичные, имеющие неприятный запах и т. д.). Чаще всего красные (кровянистые) выделения наблюдаются при:
- Эрозии или раке шейки матки (красные или розовые выделения, усиливающиеся после полового акта)
- Нарушениях менструального цикла
- Эндометриозе[6]
- Кровянистые выделения коричневого цвета, тёмные мажущие или розовые в середине менструального цикла чаще бывают при гормональных нарушениях, эрозии шейки матки и опухолях[7].

### Мужское очищение

#### Сперма
Мани (араб. مني‎ —  сперма‎) — жидкость (мутная, вязкая, опалесцирующая, светло-серого цвета), выделяемая при эякуляции (семяизвержении).

#### Предэякулят
Мазий (араб. مذي‎ —  предэякулят‎) — прозрачная, бесцветная, вязкая предсеменная жидкость, которая выделяется из мочеиспускательного канала полового члена мужчины наружу, когда он приходит в состояние полового возбуждения.

#### Сперматорея
Вадий (араб. ودي‎ —  сперматорея‎) — постоянное или частое выделение спермы из уретры, обычно в конце мочеиспускания или при дефекации.
При слабости мышечной оболочки семявыносящего протока любое повышение давления в малом тазу приводит к выделению из мочеиспускательного канала одной или нескольких капель белесоватой семенной жидкости. Сперматорея никогда не носит характера эякуляции, сперма не выделяется сильными толчками, а медленно истекает мелкими порциями, причём это явление не сопровождается сексуальным возбуждением, эрекцией или оргазмом.

## Правила посещения туалета
Процесс посещения туалета требует от мусульман соблюдения некоторых правил, связанных с особенностями исламской религии, этикета и экологии. Нельзя справлять нужду (малую, большую) на источники воды (проточные и непроточные), в местах, где есть тень и где отдыхают люди, на трещины в почве, где могут обитать насекомые и мелкие грызуны, на дорогах и т. д.
Перед посещением туалета мусульманин должен
1. Оставить за пределами туалета предметы, имеющие записи, содержащие аяты из Корана, молитвы и то, на чём написано имя Аллаха.
2. Надеть обувь (тапочки) и головной убор.
3. Постараться избежать попадания капель мочи на одежду и тело (подвернуть нижнюю часть брюк, снять носки).

В туалет мусульманам следует заходить с левой ноги, до этого прочитав молитву-дуа: «О Аллах! Ищу у Тебя защиты от всякого рода нечистот».
Зайдя в туалет мусульманину нежелательно
1. Справлять малую нужду стоя.
2. Обращаться лицом или спиной в сторону киблы.
3. Произносить что-то вслух (без необходимости), читать Коран, есть, пить, плеваться, разрисовывать стены и т. д.

После опорожнения следует совершить истинджа. Выход из туалета совершается с правой ноги и прочтением молитвы-дуа: «Хвала Аллаху, который избавил меня от страдания и дал мне облегчение». Затем необходимо тщательно помыть руки с мылом или же заменяющим его средством и желательно обновить омовение (вуду).